# 14094 Garneau
14094 Garneau eller 1997 OJ1 är en asteroid i huvudbältet som upptäcktes den 28 juli 1997 av Spacewatch vid Kitt Peak-observatoriet. Den är uppkallad efter den  kanadensiske politikern och astronauten Marc Garneau.
Asteroiden har en diameter på ungefär 4 kilometer och den tillhör asteroidgruppen Koronis.